# АТЗ (остановочный пункт)
АТЗ — остановочный пункт Алтайского региона Западно-Сибирской железной дороги, расположенный в городе Рубцовске Алтайского края.
Станция необходима лишь для Пригородных поездов (электричек). Платформа необходима для жителей ближайших к городу посёлков.
Станция имеет выход на ул. Тракторная
Примерно в 2013 году была произведена реконструкция станции.
Станция имеет только 1 платформу и два пути.